# Doradca prawny
Doradca prawny – prawnik świadczący usługi prawne, niezwiązany z żadną z korporacji prawniczych. Status doradców prawnych nie jest uregulowany prawnie, a podstawą ich działania jest swoboda działalności gospodarczej (prawo przedsiębiorców).

## Historia

### Orzecznictwo

#### Wyroki Trybunału Konstytucyjnego

##### SK 22/02
W uzasadnieniu wyroku Trybunału Konstytucyjnego z dnia 26 listopada 2003 w sprawie o sygnaturze SK 22/02 wyrażony został pogląd, że obowiązujące w Polsce przepisy pozwalają osobom z wyższym wykształceniem prawniczym świadczyć pomoc prawną na własny rachunek.
Skarżąca była absolwentką prawa na Uniwersytecie Jagiellońskim i prowadziła od 1992 działalność gospodarczą w zakresie określonym we wpisie do ewidencji działalności gospodarczej jako udzielanie porad prawnych (z wyłączeniem adwokatury), przyjmowanie pełnomocnictw, redagowanie pism, prowadzenie spraw zleconych, reprezentowanie zleceniodawców przed różnego rodzaju organami. Orzeczeniem kolegium do spraw wykroczeń z 1999 skarżąca została ukarana grzywną i uznana za winną tego, że dokonywała porad prawnych, nie mając wymaganych do tego uprawnień. W 1999 orzeczenie to zostało utrzymane w mocy wyrokiem sądu rejonowego. Sąd Najwyższy postanowieniem z dnia 12 listopada 2001 (IV KKN 145/00) kasację od powyższego wyroku oddalił jako bezzasadną.
Skarżąca wniosła skargę konstytucyjną. Trybunał rozpoznał sprawę z udziałem skarżącej, Sejmu i Prokuratora Generalnego, w pięcioosobowym składzie (Adam Jamróz – przewodniczący, Marek Safjan – sprawozdawca, Jerzy Stępień, Mirosław Wyrzykowski i Marian Zdyb). Trybunał uwzględnił skargę konstytucyjną i orzekł o niezgodności jednego z zaskarżonych przepisów kodeksu wykroczeń z art. 42 Konstytucji Rzeczypospolitej Polskiej. W uzasadnieniu wyroku Trybunał Konstytucyjny stwierdził:

Obecny stan prawny zawiera szereg istotnych mankamentów. Niezbędne staje się przede wszystkim precyzyjne określenie pod względem podmiotowym pojęcia "świadczenie pomocy prawnej". Ustawodawca powinien zająć wyraźne stanowisko co do kwestii podstawowej, czy i w jakim zakresie zarobkowe świadczenie pomocy prawnej może być wykonywane przez osoby nie należące do kręgu podmiotów wpisanych na listy korporacyjne. Do ustawodawcy należy ocena, czy silniejsze racje interesu publicznego przemawiają za wyłącznością świadczenia pomocy prawnej przez członków określonych korporacji zawodowych, czy też za otwarciem tej formy aktywności – w pewnym przynajmniej zakresie – dla osób dysponujących jedynie wyższym wykształceniem prawniczym. Za pierwszym rozwiązaniem przemawiają względy wskazujące na potrzebę ochrony możliwie wysokiego standardu świadczeń pomocy prawnej i potrzebę istnienia nadzoru korporacyjnego, za drugim – ochrona interesu tych grup społecznych, których nie stać na wysokospecjalistyczną pomoc prawną świadczoną przez adwokatów i radców prawnych.

Konsekwencją wyroku było prawne usankcjonowanie działalności gospodarczej w zakresie świadczenia pomocy prawnej prowadzonej przez osoby dysponujące wyższym wykształceniem prawniczym, ale nienależące do korporacji prawniczych, takich jak izby adwokackie, czy okręgowe izby radców prawnych.

##### K 6/06 oraz K 30/06
Trybunał Konstytucyjny zakwestionował zgodność z Konstytucją RP przepisów, zgodnie z którymi zastrzeżenie dla zawodu adwokata i radcy prawnego świadczenia pomocy prawnej (w tym udzielania porad prawnych oraz występowania przed sądami i urzędami) nie stoi na przeszkodzie świadczeniu takiej pomocy prawnej przez osoby mające wyższe wykształcenie prawnicze, nie wyłączając zastępstwa procesowego, jeżeli osoby te działają w charakterze pełnomocnika pozostającego w stałym stosunku zlecenia, gdy przedmiot sprawy wchodzi w zakres tego zlecenia bądź też sprawującego zarząd majątkiem lub interesami strony. 
Uczynił to wyrokiem z dnia 19 kwietnia 2006 (K 6/06) w odniesieniu do prawa o adwokaturze oraz wyrokiem z dnia 8 listopada 2006 (K 30/06) w odniesieniu do ustawy o radcach prawnych. Zdaniem Sądu Najwyższego (V CZ 32/07), zakwestionowane przepisy budziły zastrzeżenie konstytucyjne nie z tego powodu, że przewidywały możliwość świadczenia pomocy prawnej przez osoby niewykonujące zawodu adwokata bądź radcy prawnego, ale z uwagi na nieadekwatne umieszczenie tych przepisów we wskazanych ustawach.

#### Orzeczenia Sądu Najwyższego
W postanowieniu z dnia 15 maja 2007 (V CZ 32/07), Izba Cywilna Sąd Najwyższego orzekła, że treść art. 87 § 1 kodeksu postępowania cywilnego wskazuje, że materialnoprawną podstawą pełnomocnictwa procesowego może być stały stosunek zlecenia, przy czym chodzi tu o zlecenie w rozumieniu kodeksu cywilnego (art. 734 i następne), a także o stosunek obligacyjny, do którego stosuje się odpowiednio przepisy o zleceniu (art. 750). 
W latach 2011−2014, Sąd Najwyższy dwukrotnie orzekał w kwestii pełnomocnictwa osoby nieposiadającej uprawnień adwokackich lub radcowskich, do prowadzenia sprawy sądowej w ramach umowy stałego zlecenia. 

### Legislacja

#### Projekt ustawy o licencjach prawniczych i świadczeniu usług prawniczych
Propozycję uregulowania statusu prawnego doradców prawnych stanowił projekt ustawy o licencjach prawniczych i świadczeniu usług prawniczych, przygotowany w 2007 przez Ministerstwo Sprawiedliwości. Projekt ustawy określał warunki uprawniające do świadczenia usług prawniczych, obowiązki i prawa osób posiadających licencję prawniczą oraz zasady nadzoru nad osobami posiadającymi licencję prawniczą. Projekt przedstawiony przez ówczesnego ministra sprawiedliwości, Zbigniewa Ćwiąkalskiego, został skrytykowany między innymi przez parlamentarzystów Platformy Obywatelskiej oraz część środowiska doradców prawnych z uwagi na ograniczanie dostępu do świadczenia usług prawnych.

#### Zrzeszenia doradców prawnych
Doradcy prawni nie posiadają samorządu zawodowego. W 2006 przygotowany został projekt ustawy o korporacji doradców prawnych. 
W 2009 powstało Stowarzyszenie Doradców Prawnych z siedzibą w Warszawie. Przedstawiciele Stowarzyszenia Doradców Prawnych uczestniczyli w posiedzeniach Komisji Nadzwyczajnej „Przyjazne Państwo” do spraw związanych z ograniczaniem biurokracji, która skierowała do marszałka Sejmu RP projekt zmian w procedurach cywilnej i administracyjno-sądowej. Projekt umożliwiał prawnikom spoza korporacji reprezentowanie klientów przed sądami. W 2011 walne zebranie członków Stowarzyszenia Doradców Prawnych podjęło decyzję o utworzeniu ogólnopolskiej sieci kancelarii na bazie własnych działalności gospodarczych i w oparciu o franczyzę.

## Status i kompetencje doradców prawnych

### Kwalifikacje
Doradcami prawnymi mogą być między innymi osoby legitymujące się wyższym wykształceniem prawniczym (tytułem zawodowym magistra prawa) oraz studenci prawa. Zdaniem części doktryny, przez prawnika należy rozumieć osobę, która ukończyła studia prawnicze, nawet gdy osoba taka po ukończeniu studiów nie wykonuje zawodu prawniczego; pojęcia prawnik można też używać względem studenta prawa. 

### Status prawny
Status doradców prawnych nie jest uregulowany prawnie, a podstawą ich działania jest prawo przedsiębiorców. W przeciwieństwie do adwokatów i radców prawnych, doradcy prawni nie są zobowiązani posiadać ubezpieczenie odpowiedzialności cywilnej (OC), mogą jednak wybrać dobrowolne OC. 
W związku z brakiem samorządu zawodowego, doradców prawnych nie obowiązują wiążące zasady etyki zawodowej, i nie podlegają oni odpowiedzialności dyscyplinarnej. Doradcy prawni nie mają również obowiązku dochowania tajemnicy zawodowej, nie mogą też odmówić zeznań co do faktów, o których powzięli wiadomość w trakcie świadczenia usług.

### Zakres kompetencji
| Doradcy prawni mogą | Doradcy prawni nie mogą |
| --- | --- |
| - udzielać porad prawnych i przygotowywać projekty pism - być pełnomocnikami w postępowaniu administracyjnym - być pełnomocnikami w wybranych sprawach cywilnych, jeżeli łączy ich z klientem stała umowa zlecenia | - być pełnomocnikami tam, gdzie istnieje przymus adwokacko-radcowski, a więc m.in. przed Sądem Najwyższym, Naczelnym Sądem Administracyjnym, Trybunałem Konstytucyjnym i Trybunałem Stanu - być pełnomocnikami w sprawach cywilnych z zakresu własności przemysłowej (z wyjątkami) - być obrońcami lub pełnomocnikami w sprawach karnych, karnoskarbowych, o wykroczenia - być pełnomocnikami w postępowaniu przed Urzędem Patentowym - być pełnomocnikami w postępowaniu przed sądami administracyjnymi - udzielać porad prawnych w zakresie prawa podatkowego |

## Podobieństwa w innych systemach prawnych

### Legal advisorw systemiecommon law
Podobny zawód (ang. legal adviser lub legal advisor) funkcjonuje w krajach należących do systemu common law. W Wielkiej Brytanii, legal adviser występuje obok takich zawodów jak solicitor i barrister. W Stanach Zjednoczonych, występuje jako osobny zawód prawniczy, albo funkcja w administracji rządowej – np. doradca prawny Departamentu Stanu Stanów Zjednoczonych (ang. Legal Adviser of the Department of State).

### Juristw systemie niemieckim
W niemieckim systemie prawnym, takie tytuły zawodowe jak Diplom-Jurist (Dipl.-Jur.), Magister juris (Mag. jur.), Jurist (Univ.), Diplom-Wirtschaftsjurist/in (Dipl. jur. oec.) są krokiem w kierunku uzyskania kwalifikacji adwokata (niem. Rechtsanwalt), sędziego lub prokuratora. Posiadacze jednego z przyznawanych dyplomów mogą jednak pracować jako prawnicy w nieregulowanych zawodach prawniczych, w których nie jest wymagane dopuszczenie do adwokatury (np. korporacyjny in-house counsel).